# Yiganqi Xiang
Yiganqi Xiang (kinesiska: 依干其乡, 依干其) är en socken i Kina. Den ligger i den autonoma regionen Xinjiang, i den nordvästra delen av landet, omkring 670 kilometer sydväst om regionhuvudstaden Ürümqi. Antalet invånare är 40 737. Befolkningen består av 20 056 kvinnor och 20 681 män. Barn under 15 år utgör 24,0 %, vuxna 15-64 år 71 %, och äldre över 65 år 3,0 %.
Genomsnittlig årsnederbörd är 170 millimeter. Den regnigaste månaden är augusti, med i genomsnitt 33 mm nederbörd, och den torraste är mars, med 2 mm nederbörd.